# Vittorio Agnoletto
Vittorio Emanuele Agnoletto (ur. 6 marca 1958 w Mediolanie) – włoski polityk komunistyczny, lekarz i działacz alterglobalistyczny, eurodeputowany w latach 2004–2009.

## Życiorys
W 1985 ukończył studia medyczno-chirurgiczne na Uniwersytecie w Mediolanie. W 1987 był współzałożycielem, a w latach 1992–2001 kierował organizacją LILA (działającą na rzecz zwalczania AIDS). W 1992 został wykładowcą wyższego instytutu zdrowia w Rzymie. Przez osiem lat wchodził w skład krajowej komisji ds. AIDS przy ministrze zdrowia.
Od 1983 do 1989 był członkiem władz krajowych skrajnie lewicowej partii pod nazwą Demokracja Proletariatu. W latach 1990–1995 zasiadał w radzie prowincji Mediolan. Zaangażował się w działalność Odrodzenia Komunistycznego. W 2001 jako rzecznik GFS (forum społecznego Genui) koordynował protesty alterglobalistów i komunistów organizowane przy okazji szczytu G8 w Genui.
W 2004 został wybrany do Parlamentu Europejskiego z listy komunistów. Zasiadał w grupie Zjednoczonej Lewicy Europejskiej i Nordyckiej Zielonej Lewicy. Brał udział w pracach Komisji Spraw Zagranicznych oraz Podkomisji Praw Człowieka. W 2009 bez powodzenia ubiegał się o reelekcję z koalicyjnej Listy Antykapitalistycznej, a w 2010 również bezskutecznie kandydował na urząd prezydenta Lombardii.